# Traction (automobile)
Pour les articles homonymes, voir Traction.

Schéma de principe :
A : moteur et transmission
B : roues motrices.

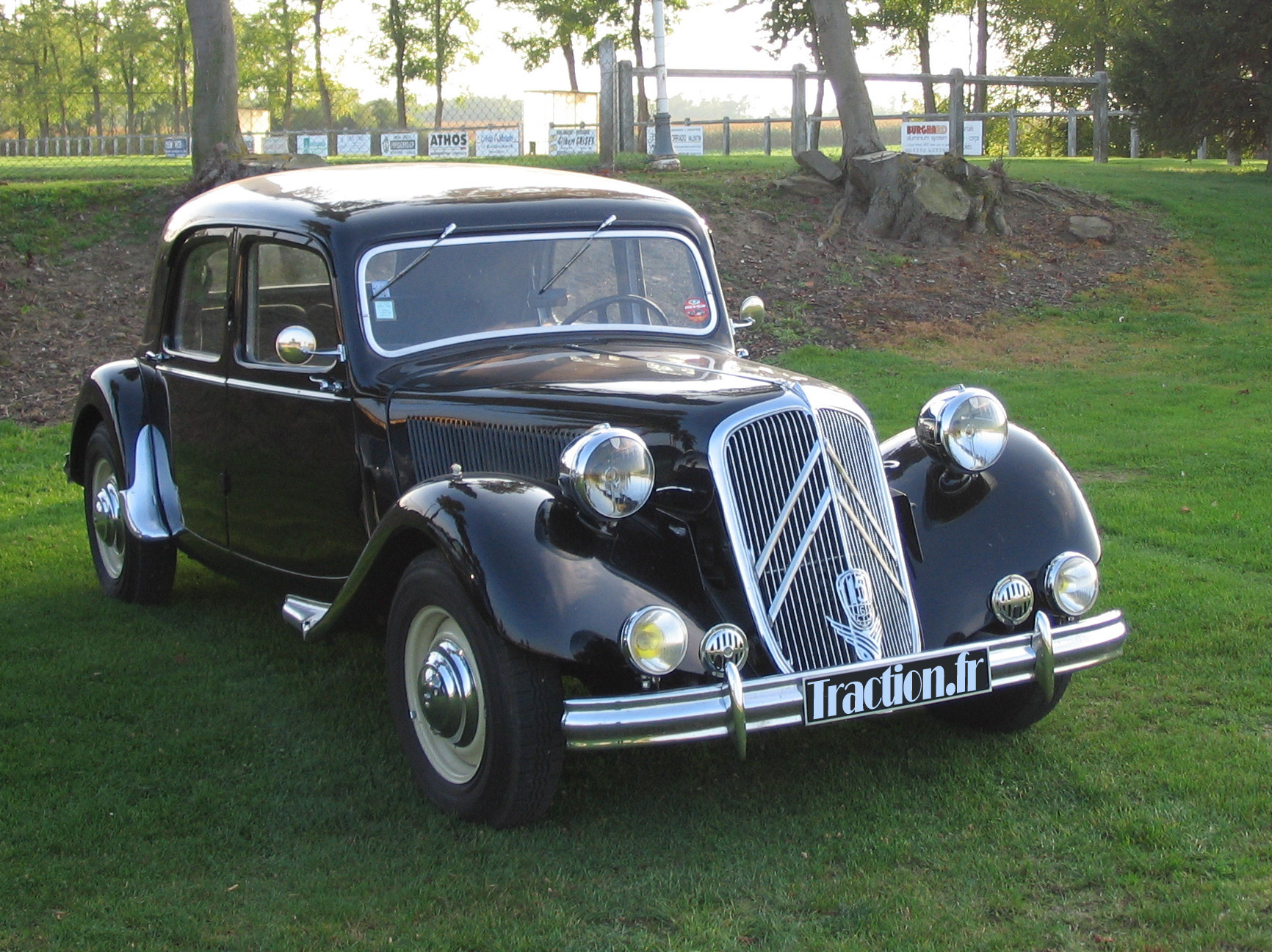
Citroën traction avant, voiture emblématique des tractions.

Dans le monde automobile une transmission de type traction désigne une transmission secondaire de véhicule par laquelle la puissance moteur est transmise uniquement aux roues avant, qui tirent le véhicule, contrairement à ceux à propulsion tels les autobus, camions, motos et quads dont seules les roues arrière sont motrices.  
Il est à noter que cet usage est un usage impropre spécifique à l'automobile. En effet, en physique (mécanique), le terme traction n'est absolument pas dépendant du point d'application des forces mais désigne simplement une forme de propulsion qui fait simplement intervenir le contact "solide" et sans frottement (autre que statique) entre la source de force et le milieu (engrenages, poulies, frottement des roues en contact avec le sol sans glissement, etc), contrairement à toutes les autres formes de propulsion (hélices, réaction, forces électromagnétiques, etc).  
En France, même si l'on pourrait considérer que le fardier de Cugnot est un « véhicule à traction » des années 1770, le plus fameux véhicule de ce type est la « Citroën Traction Avant » sortie peu de temps avant la Seconde Guerre mondiale et largement utilisée durant celle-ci aussi bien par la police que par les FFI. Avant ceux de Citroën, la traction fut utilisée sur les véhicules de Latil (entreprise).

## Histoire
Même si la Tracta D-1500 semble être la première automobile à traction dans les années 1920 elle ne semble pas avoir eu le même impact que la Citroën Traction Avant à partir de 1934 et utilisée, entre autres durant la Seconde Guerre mondiale en Europe.
Cette architecture, choisie par la marque Citroën dans les années 1930 pour sa célèbre Traction Avant, est maintenant adoptée dans la majorité des automobiles de faible puissance (moins de 150 ch) du fait de la simplification de la transmission, entre autres la suppression du tunnel nécessaire à l'arbre de transmission, et de la simplification de la suspension du train arrière.

## Description
Du fait des règles actuelles de sécurité, la plupart des véhicules de faible puissance (moins de 150 ch environ) sont mus par un moteur transversal placé sur l'essieu avant.
AvantageLe principal avantage de la traction est de regrouper tous les éléments de la propulsion du véhicule à l'avant, avec comme principal effet la suppression du tunnel de l'arbre de transmission qui crée, généralement, une excroissance sur le plancher arrière des véhicules à propulsion. L'absence de pièces mécanique en mouvement sous la partie centrale de la caisse diminue les sources de bruits parasites dans l'habitacle, ce qui rend la conduite plus agréable et améliore le confort des passagers.
InconvénientLorsque la puissance du moteur dépasse un certain niveau, l'effort sur les cardans devient important et l’adhérence plus délicate à maîtriser. Pour maîtriser l'adhérence, la plupart des tractions à forte puissance se voient équipées de différentiels pilotés ou à glissement limité pour pouvoir maîtriser leur puissance de manière convenable.

## Transmission de la puissance
La traction crée des contraintes au niveau des cardans, ce qui limite la puissance moteur :
- Pour les fortes puissances, nécessaires, entre autres pour les camions, la propulsion est préférée, du fait de l’effort moindre sur les cardans et la possibilité de disposer de pièces mécaniques plus volumineuses donc plus solides.

- Pour faciliter le contrôle de véhicules puissants, on choisit fréquemment une transmission intégrale plus facile à maîtriser, surtout lorsque l'adhérence est précaire (chaussée humide, verglas ou en tout-terrain)[5].

## Traction Avant Citroën
Le terme Traction Avant, est devenu un nom propre depuis qu'il a été utilisé par le constructeur automobile Citroën en 1934 pour sa première voiture à traction. Il n'y a que dans ce cas qu'il est judicieux de parler de « Traction Avant » (avec des majuscules)[source détournée].